# Coutierea agassizi
Coutierea agassizi är en kräftdjursart som först beskrevs av Coutiere 1901.  Coutierea agassizi ingår i släktet Coutierea och familjen Palaemonidae. Inga underarter finns listade i Catalogue of Life.